# 아이사 라이두니
아이사 빌랄 라이두니(아랍어: عيسى بلال العيدوني, Aïssa Bilal Laïdouni, 1996년 12월 13일 ~ )는 튀니지의 축구 선수로 현재 독일 분데스리가의 우니온 베를린에서 미드필더로 활약하고 있다.